# Stephen Brady (Diplomat)

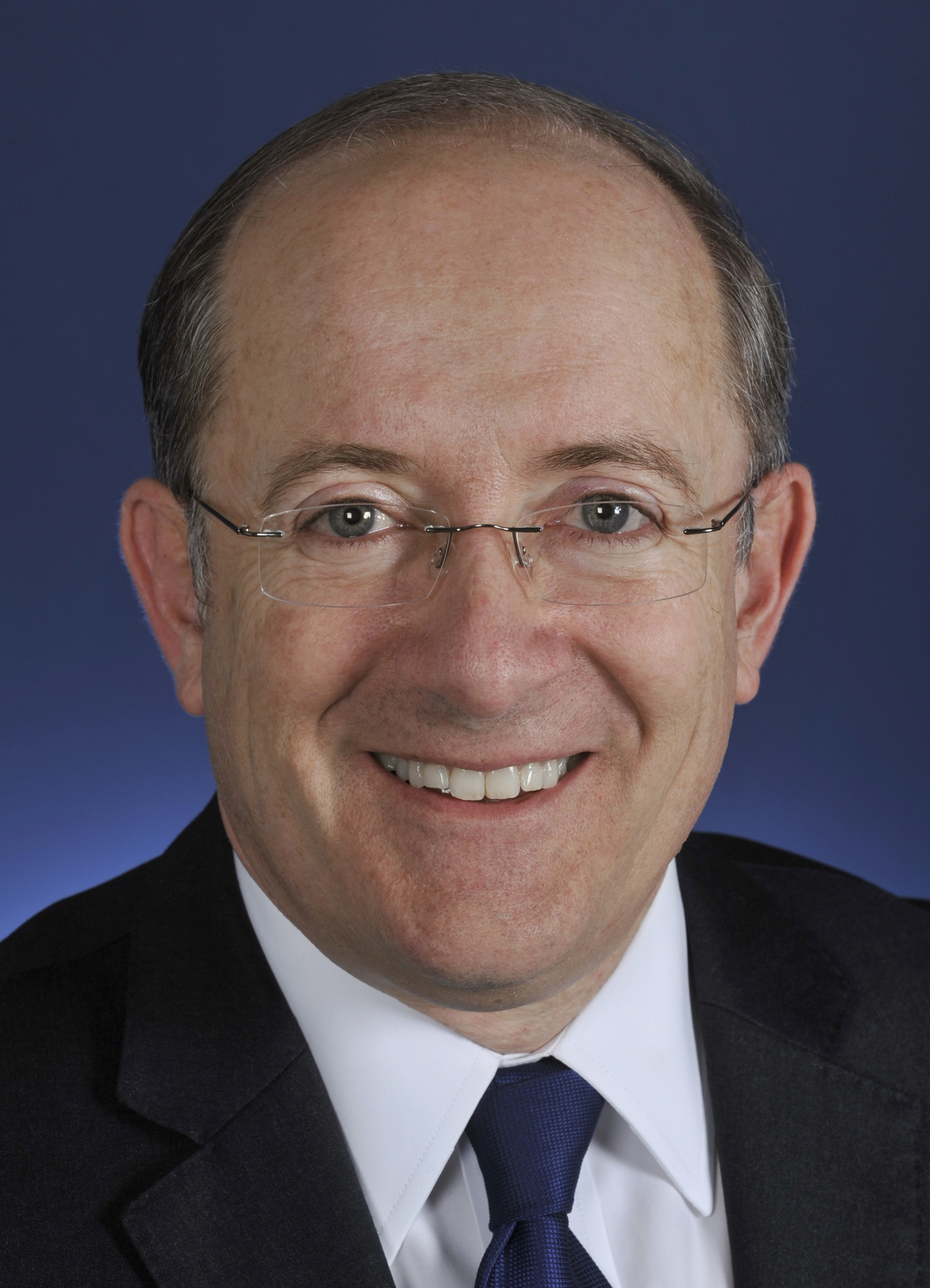
Stephen Brady

Stephen Christopher Brady AO CVO (* 11. Juni 1959 in London) ist ein ehemaliger australischer Diplomat.

## Leben
Brady wurde in London geboren, die Familie zog 1960 nach Australien. Er studierte an der Australian National University. Von 1998 bis 2003 war Brady als Nachfolger von Judith Pead Botschafter von Australien in Schweden, Dänemark, Norwegen, Finnland, Island, Estland, Lettland und Litauen. Von 2004 bis 2008 war Brady als Nachfolger von Peter Hussin Botschafter von Australien in den Niederlanden. Von 2008 bis 2014 war Brady Official Secretary to the Governor-General of Australia. Von 2014 bis 2017 war Brady als Nachfolger von Ric Wells Botschafter von Australien in Frankreich, Marokko, Algerien, Mauretanien und Monaco. Er wurde von Brendan Berne abgelöst.
Nach seinem Ausscheiden aus dem diplomatischen Dienst wurde er u. a. Adjunct Professor für internationale Beziehungen an der Bond University.
Brady ist mit Peter Stephens verheiratet.

## Auszeichnungen und Preise (Auswahl)
- 2009: Kommandeur Orden von Oranien-Nassau
- 2010: Commander des Order of the Crown of Tonga
- 2010: Commander des Order of Saint John
- 2011: Commander des Royal Victorian Order[5]
- 2015: Officer des Order of Australia[6]
- 2017: Kommandeur der Ehrenlegion